# Bernardino Giordano
Bernardino Giordano (ur. 23 marca 1970 w Turynie) – włoski duchowny katolicki, biskup Pitigliano-Sovana-Orbetello i Grosseto.

## Życiorys
Święcenia kapłańskie otrzymał 15 grudnia 2001 i został inkardynowany do diecezji Saluzzo. 
19 grudnia 2024 papież Franciszek mianował go ordynariuszem diecezji Pitigliano-Sovana-Orbetello i biskupem diecezji Grosseto, połączonych unią in persona episcopi. Sakry udzielił mu 1 marca 2025 biskup Cristiano Bodo.